# Ioannis Alevras
Ioannis Alevras (1912 Messini – 6. dubna 1995 Athény), někdy také Yannis Alevras, byl řecký politik panhelénského socialistického hnutí a předseda řeckého parlamentu, který sloužil jako úřadující prezident Řecka v březnu 1985.